# Berezivka (Rozdolne)
Berezivka (în ucraineană Березівка) este localitatea de reședință a comunei Berezivka din raionul Rozdolne, Republica Autonomă Crimeea, Ucraina.

## Demografie
Componența lingvistică a localității Berezivka
     Rusă (37,1%)
     Tătară crimeeană (34,28%)
     Ucraineană (24,35%)
     Alte limbi (1,11%)
Conform recensământului din 2001, nu exista o limbă vorbită de majoritatea populației, aceasta fiind compusă din vorbitori de rusă (37,1%), tătară crimeeană (34,28%) și ucraineană (24,35%).